# Guillaume-Michel Cerise
Pour les articles homonymes, voir Cerise (homonymie).
Guillaume-Michel Cerise (29 septembre 1769 à Aoste - 28 février 1820 à Paris) était un militaire français d'origine valdôtaine des XVIIIe et XIXe siècles.

## Biographie

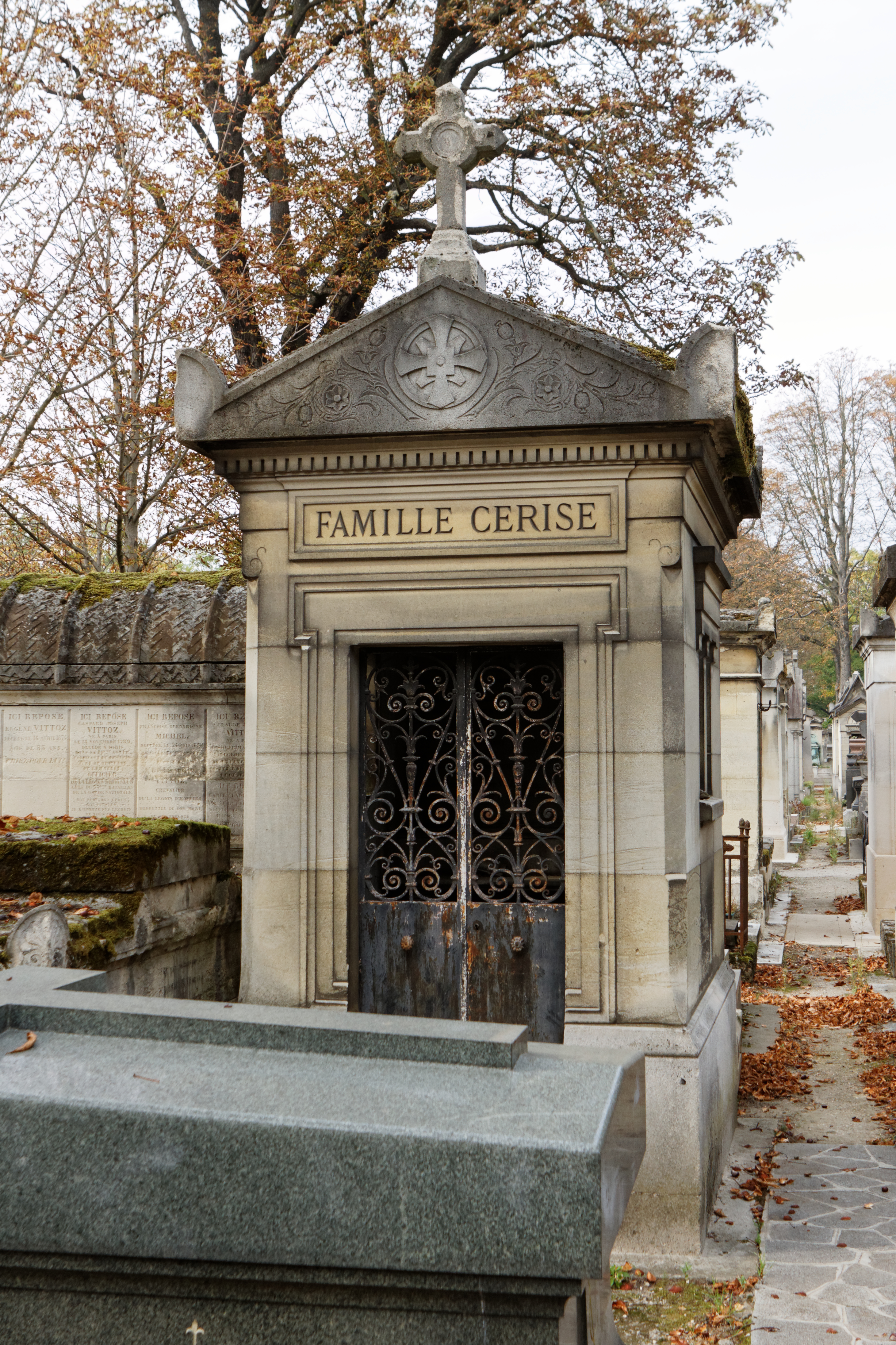
Tombe au cimetière du Père-Lachaise.

Né le 29 septembre 1769 du notaire Jean-Antoine Cerise, Guillaume-Michel Cerise se livrait avec succès à des études scientifiques notamment la médecine à Turin lorsque l'armée révolutionnaire française franchit les Alpes pour la première fois.
Doué d'une âme ardente et généreuse, il accourut, avec plusieurs de ses compagnons, se ranger sous l'étendard de la liberté, en qualité de simple volontaire. Mais cette armée, n'ayant pu conserver sa conquête, repassa les monts. La réaction, qui eut lieu presque immédiatement, faillit lui devenir fatale : le mouvement fut comprimé et beaucoup de patriotes piémontais furent exécutés. Néanmoins il parvint à se sauver en deçà des monts, et y resta jusqu'à l'époque où le Piémont rentra sous la domination française.
Le 23 vendémiaire an IV, il entra au service comme sous-lieutenant dans la légion lombarde. lieutenant le 12 ventôse, capitaine-aide de camp du général Lahoz le 9 brumaire an V, et chef d'escadron le 11 vendémiaire an VI, il servit à l'armée d'Italie de l'an IV à l'an VII, et se signala à l'affaire du pont de Faenza. Revenu sur sa terre natale, il eut le bonheur de payer, à plusieurs Français proscrits, l'hospitalité qu'il en avait reçue dans leur patrie.
Son dévouement lui valut un avancement rapide, et, à 27 ans, il était adjudant-général des troupes piémontaises (1er floréal an VII), grade qu'il avait encore à sa mort. Joubert avait pour lui la plus haute considération, et contribua à le faire nommer membre du gouvernement provisoire piémontais. De ce poste éminent sa réputation s'étendit bientôt en Italie : c'est pendant son administration qu'il publia un mémoire plein de justesse et de vérité, sur la situation politique du Piémont.
Quand Suwarow pénétra en Piémont à la tête des Austro-Russes, Cerise, toujours fidèle à la France, quitta sa patrie et vint joindre son armée sur la rivière de Gênes (1799). Enfermé dans Gênes avec le corps de Masséna, le général Cerise se distingua encore par sa bravoure. Ainsi, dans un seul jour, il reçut trois blessures, revint trois fois à la charge, et mérita les éloges du général en chef.
Il passa comme adjudant-commandant au service de la Première République française le 1er vendémiaire an X, après avoir commandé en l'an IX plusieurs subdivisions territoriales. Réformé le 13 germinal suivant, et rappelé à l'activité le 7 nivôse an XI, il devint membre de la Légion d'honneur le 15 pluviôse an XII, fut employé au camp d'Utrecht le 19 ventôse, et y reçut le 25 prairial la croix d'officier de l'Ordre.
Attaché à la cavalerie du 2e corps de la Grande Armée en l'an XIV, il fit les campagnes de Prusse (1806), de Pologne (1807) et d'Autriche (1809).
Envoyé en Espagne le 27 mars 1810, les nombreuses blessures dont il était couvert le forcèrent, en 1811 à rentrer en France. Sorti du service actif le 14 septembre, il fut admis à la retraite le 19.
Il est à noter qu'il sortit des affaires publiques plus pauvre qu'il n'y était entré.
Il habitait, en 1815, une « campagne » aux environs de Toulouse, quand les Verdets (royalistes), l'enlevèrent de sa maison, et le plongèrent dans un cachot. Cet événement aliéna sa raison, qu'il ne recouvra pas avec la liberté.
Sa femme ne l'abandonna pas, et ses soins héroïques lui préparèrent un asile en Hollande. Toutefois ébranlé par ces malheurs, le général Cerise, que la nature avait doué d'une âme courageuse, mais soumise à des impressions vives et profondes, retrouva sa liberté sans retrouver sa raison. C'est en vain qu'à travers toutes les persécutions d'une police inquisitoriale, sa fidèle compagne le ramena à Paris : après trois années de souffrances adoucies par des soins pieux, ce brave militaire, ce vertueux citoyen succomba le 28 février 1820.
Napoléon Ier lui avait conféré le titre de baron de l'Empire.
Il est inhumé au cimetière du Père-Lachaise (45e division).

## Titres
- 1er Baron Cerise et de l'Empire (décret du 15 août 1809, lettres patentes du 11 juin 1810 (Saint-Cloud))

## Décorations
- Légion d'honneur :
  - Légionnaire (15 pluviôse an XII), puis,
  - Officier de la Légion d'honneur (25 prairial an XII).

## Vie familiale
Guillaume-Michel épousa le 16 juillet 1805 avec Wilhelmine Elisabeth Frédérique Sentf de Pilasch, qui était d'origine hollandaise. N'ayant pas de descendence, le titre nobiliaire passa à son neveu Laurent Cerise, célèbre médecin phrénologue à Paris. Celui-ci est le père du baron Guillaume Cerise.

## Armoiries
| Figure | Blasonnement |
|        | Armes du baron Cerise et de l'Empire Écartelé, au premier d'argent, au lion naissant de sable, lampassé de gueules ; au deuxième des barons tirés de l'armée ; au troisième d'azur, à trois étoiles d'argent posées 2 et 1 ; au quatrième d'argent au cerisier arraché de sinople fruité de gueules., Armes parlantes (Cerisier⇔Cerise (homonymie)). Livrées : blanc, rouge, bleu, noir. |